# Jenny Orr
Jenny Orr, född 21 januari 1953, var en friidrottare från Australien. Hon deltog vid olympiska sommarspelen 1972.